# Луговая (Омский район)
Луговая — деревня в Омском районе Омской области, в составе Новотроицкого сельского поселения.

## История
Основана в 1750 году. В 1928 г. состояла из 46 хозяйств, основное население — русские. В составе Больше-Кулачьевского сельсовета Бородинского района Омского округа Сибирского края.

## Население
| 2006 | 2010 |
| ---- | ---- |
| 121  | ↗140 |